# Boeing Model 15
Boeing Model 15 — американский биплан-истребитель с открытой кабиной 1920-х годов. В Военно-воздушных силах США использовался под названием PW-9, а в Военно-морских — под названием FB.

## Разработка
Boeing Model 15 был спроектирован на основе трофейных Fokker D.VII, а также c использованием опыта, полученного при производстве самолётов других компаний, в частности Thomas-Morse MB-3. Самолёт представлял собой полутораплан. Каркас фюзеляжа был сварен из стальных труб. Крылья были сделаны из дерева и обтянуты полотном. Первый полёт Model 15 состоялся 2 июня 1923 года.

## Модификации

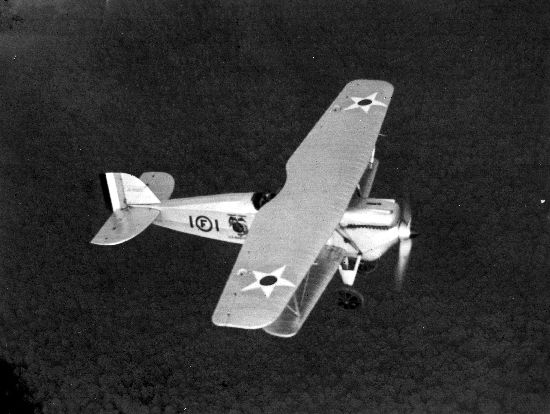
Boeing FB-1

- Model 15 (PW-9, FB-1) – первая серийная модификация, оснащалась двигателем Curtiss D-12[англ.].
- Model 15A (PW-9A) – 24 самолета для Армии США. Оснащались усовершенствованным двигателем D-12-C. Количество расчалок было удвоено.
- Model 15B (PW-9B) – один самолёт PW-9A с небольшими улучшениями. Предназначался для испытаний двигателя D-12-D.
- Model 15C (PW-9C) – 40 самолётов для Армии США  с двигателем D-12-D и модернизированными креплениями расчалок.
- Model 53 (FB-2) – 2 самолёта для ВМС США с двигателем Packard 1A-1500[англ.] для использования на авианосцах.
- Model 54 (FB-4, FB-6) – модификация с двигателем Wright Р-1.
- Model 58 (XP-4) – экспериментальный PW-9 с крыльями одинакового размаха.
- Model 66 (XP-8) – модификация для Армии, оснащаемая двигателем Paсkard 2A-1500.
- Model 67 (FB-5) – 27 самолётов для ВМС США. Оснащались двигателем Packard 2A-1500 и  шасси улучшенной конструкции.
- Model 68 (AT-3)– самолёт PW-9A, переделанный в учебно-тренировочный. Оснащен двигателем Wright-Hispano Model E[2].

## Лётно-технические характеристики
|                            |                                             |                      |
| Параметр                   | PW-9                                        | FB-5                 |
| Длина, м                   | 7,24                                        | 6,98                 |
| Размах крыла, м            | 9,75                                        | 9,81                 |
| Площадь крыла, м²          | 22,39                                       | 22,48                |
| Макс. скорость, км/ч       | 250                                         | 300                  |
| Крейсерская скорость, км/ч | 221                                         | 254                  |
| Дальность полёта, км       | 550                                         | 600                  |
| Вес пустого, кг            | 1115                                        | 1086                 |
| Макс. взлётный вес, кг     | 1474                                        | 1638                 |
| Двигатель                  | Curtiss D-12                                | Wright P-1           |
| Тяга, л.с.                 | 435                                         | 450                  |
| Длина, м                   | 7,24                                        | 6,98                 |
| Высота, м                  | 2,87                                        | 2,84                 |
| Вооружение                 | один пулемет 12.7 мм и один пулемет 7,62 мм | два пулемета 7,62 мм |